# Liburnia biangulata
Liburnia biangulata är en insektsart som först beskrevs av Frederick Arthur Godfrey Muir 1929.  Liburnia biangulata ingår i släktet Liburnia och familjen sporrstritar. Inga underarter finns listade i Catalogue of Life.